# ملعب بيونغتشانغ الأولمبي
ملعب بيونج تشانج الأولمبي (fالكورية:평창 올림픽 스타디움)هو مكان مؤقت لحفلات الافتتاح والختام للألعاب البارالمبية الشتوية والألعاب الأولمبية الشتوية لعام 2018 في مقاطعة بيونغتشانغ بمقاطعة  جانجون بكوريا الجنوبية. سيتم هدم الملعب بعد الألعاب.
1. ↑  وصلة مرجع: https://www.pyeongchang2018.com/en/venues/pyeongchang-olympic-stadium.